# Hans Wahlberg
Hans Wahlberg, född 14 december 1719 i Sankt Lars församling, Östergötlands län, död 30 april 1790 i Skänninge församling, Östergötlands län. Han var en svensk stadsfältskär, källarmästare, rådman i Skänninge stad och riksdagsman.

## Biografi
Wahlberg föddes 1719 i Sankt Lars församling, Östergötlands län. Han var son till Johan Wahlberg och Anna Hansdotter. Han blev 1754 rådman i Skänninge stad.  Wahlberg arbetade som handlande och var riksdagsledamot av riksdagen 1769–1770 och riksdagen 1771–1772. Schenberg avled 28 augusti 1789 i Skänninge församling av vattusot. Wahlberg avled 1790 i Skänninge församling.

### Familj
Wahlberg gifte sig första gången med Catharina Norrvik (1714-1754). De fick tillsammans barnen Eva Johanna (1749-1749), Ulrika Elisabet (född 1750), Johanna Fredrika (1754-1828).
Wahlberg gifte sig andra gången 12 juni 1755 med Agneta Ekerman (1721-1776). Hon var dotter till rådmannen Daniel Ekerman och Helena Månsdotter Katt. De fick tillsammans barnen Hans Emanuel (1757-1817), dotter (1759-1759) och Agneta Catharina (1760-1760).
Wahlberg gifte sig tredje gången 1778 med Anna Maria Trolle (1749–1822). Hon var dotter till häradshövdingen Israel Trolle och Anna Margareta Stenholm.

## Tobaksplantering
Wahlberg grundade 1769 en tobaksplantering i Skänninge.